# Baile latino

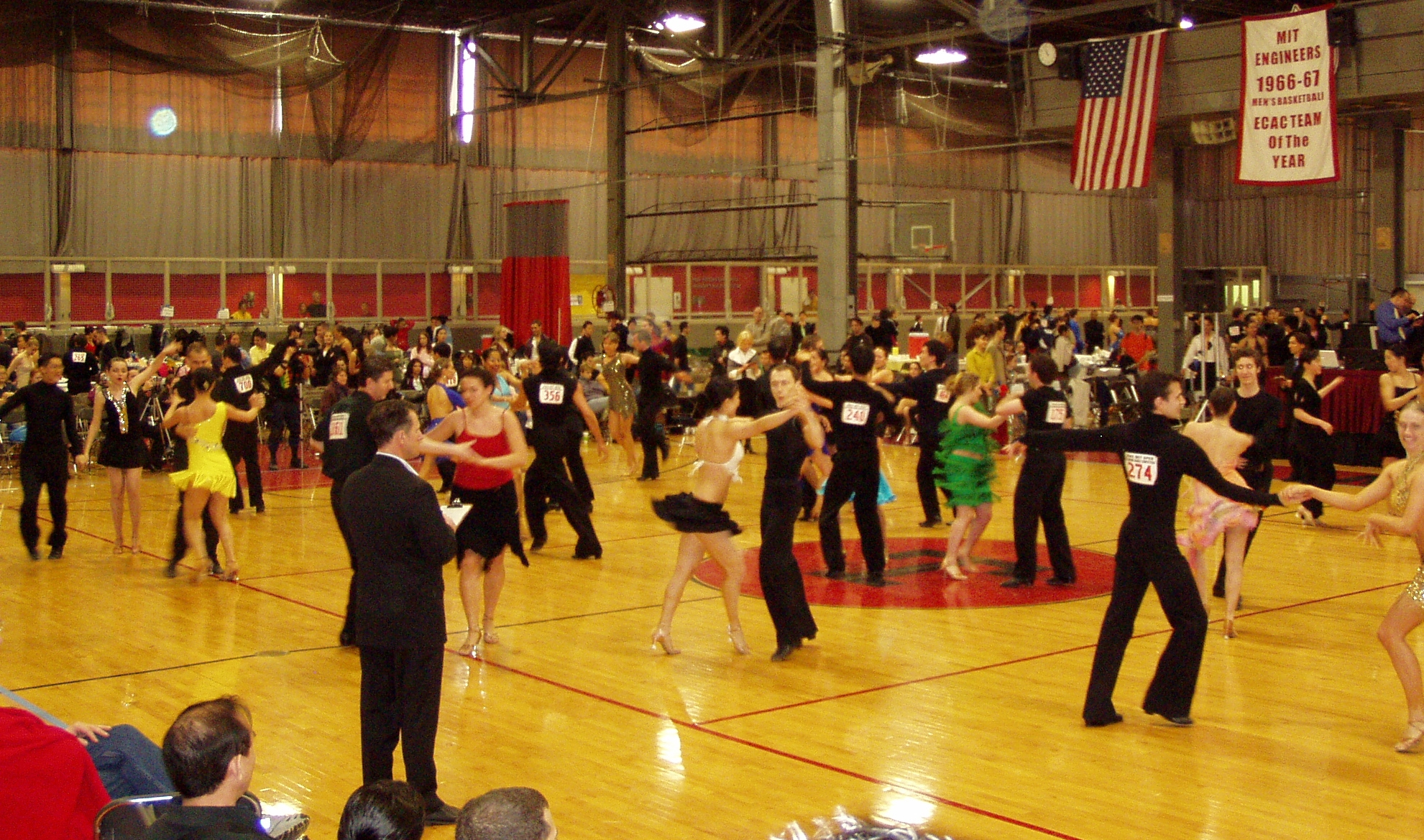
Baile latino de nivel intermedio de estilo internacional en la competencia de baile de salón del MIT de 2006. Un juez de pie en primer plano.

El baile latino es una etiqueta general y un término de la jerga de las competiciones de baile en pareja. Se refiere a tipos de bailes de salón y danzas folclóricas originarios principalmente de América Latina, aunque algunos estilos se originaron en otros lugares.
La categoría de bailes latinos en las competiciones internacionales de baile deportivo está formada por el Cha-cha-cha, la Rumba, la Samba, el Pasodoble y el Jive.
Los bailes latinos sociales (Street Latin) incluyen la salsa, el mambo, el merengue, la rumba, la bachata, la bomba y la plena. Hay muchos bailes que fueron populares en la primera parte del siglo XX, pero que ahora sólo tienen interés histórico. El danzón cubano es un buen ejemplo.
El perreo es un baile puertorriqueño asociado a la música reguetón con influencias jamaicanas y caribeñas. Las danzas folclóricas argentinas son la chacarera, el escondido y la zamba; también el tango fue un baile popular hasta mediados del siglo XX. La cueca es un baile folclórico chileno. Las danzas folclóricas uruguayas son el pericón, la polca, la ranchera, etc. El candombe es un baile callejero y de desfile habitual en las ciudades. Las danzas folclóricas típicas bolivianas son la morenada, la kullawada, los caporales y el recientemente creado tinku. En Colombia, uno de los bailes típicos es la cumbia.

## Origen

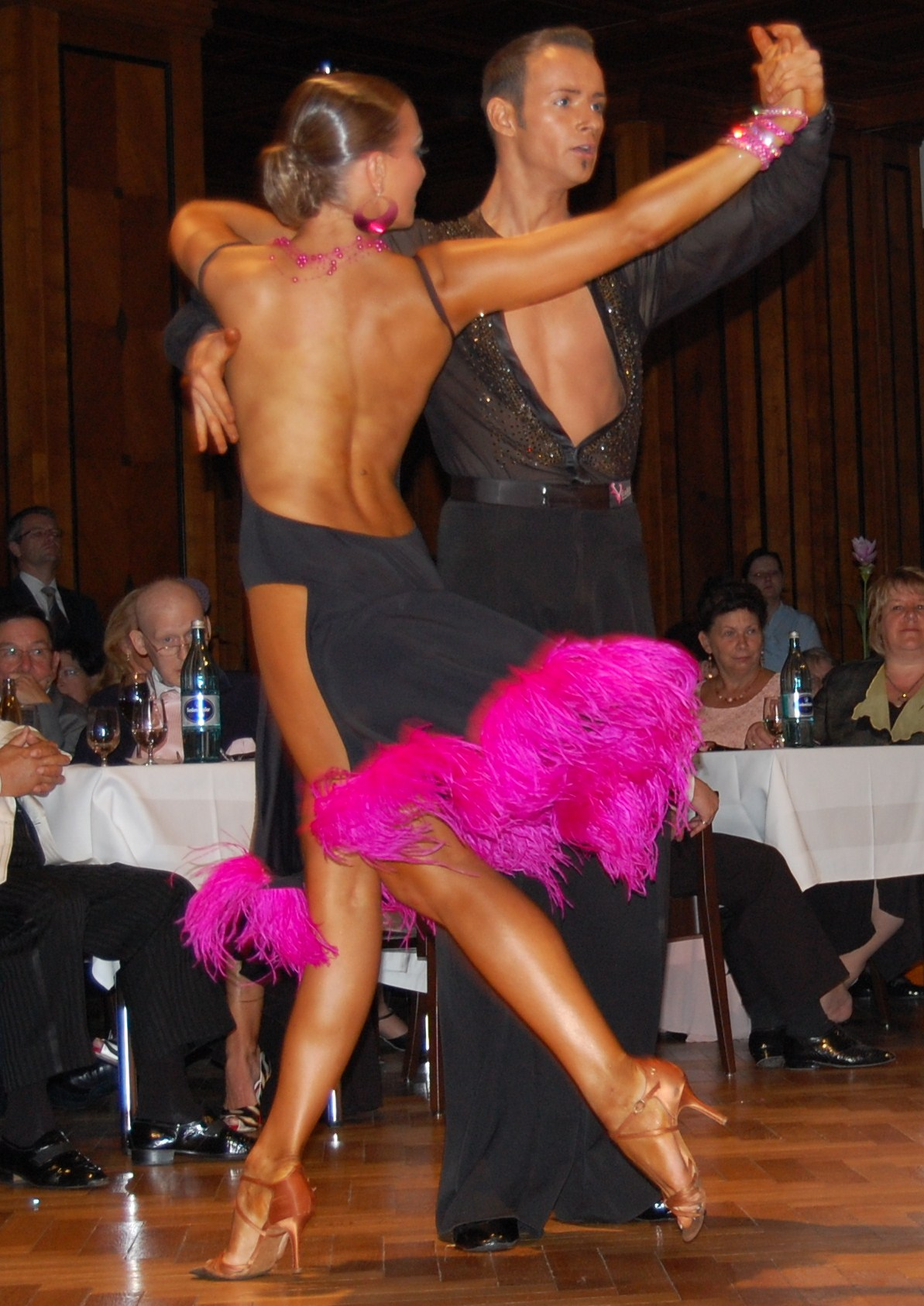
Bailarines latinos con sus trajes. La mujer lleva un vestido sin espalda con aberturas profundas en la parte inferior, mientras que el hombre lleva una camisa con los botones superiores abiertos.

Nastassja Bolívar, ganadora de Nuestra Belleza Latina 2011 y Miss Nicaragua 2013, y finalista del Top 16 del Miss Universo 2013.

El baile latino bebe de influencias indígenas americanas, ibéricas y de África Occidental. Las primeras raíces indígenas del baile latino proceden de los aztecas, guaraníes, aymaras, incas y tehuelches, entre otros. Cuando los exploradores marítimos del siglo XVI regresaron a Portugal y España, trajeron consigo relatos de los pueblos nativos. Según Rachel Hanson, nadie sabe cuánto tiempo llevaban establecidas estas tradiciones dancísticas, pero ya se estaban desarrollando y ritualizando cuando fueron observadas por los europeos. Esto sugiere que estas influencias nativas se convirtieron en la base de la danza latina.
La danza indígena solía contar historias de actividades cotidianas como la caza, la agricultura o la astronomía. Cuando los colonos y conquistadores europeos empezaron a colonizar Sudamérica a principios del siglo XVI, reinventaron las tradiciones de baile locales, pero mantuvieron los estilos de los nativos. Los colonos católicos fusionaron la cultura nativa con la suya propia e incorporaron santos e historias católicas a la danza. Los europeos quedaron cautivados por la danza, muy estructurada y con muchos miembros trabajando juntos de forma precisa.
Después de que los europeos trajeran a casa las influencias aztecas/incas en el siglo XVI, incorporaron sus propios estilos a la danza. Dado que las danzas aztecas e incas se bailaban en grupo, muchas de las danzas europeas eran interpretadas por un hombre y una mujer. Se trataba de una práctica nueva, ya que las danzas europeas prohibían que las parejas de baile masculina y femenina se tocaran. 
Los beneficios de este estilo de baile permitían la apreciación musical y la integración social, lo que se convirtió en la forma del baile latino. Sin embargo, «gran parte del elemento narrativo desapareció del género a medida que la atención se centró en el ritmo y los pasos», explica Hanson. El movimiento evolucionó de forma diferente porque aportó un cierto elemento de delicadeza a las danzas aztecas, ya que los pasos eran más pequeños y los movimientos menos enérgicos. Combinar los estilos africanos con las influencias nativas y europeas es lo que realmente hace posible el estilo latino.
El movimiento y los ritmos de las influencias africanas dejaron una huella permanente en la danza latina. Cuando los esclavos africanos fueron forzados a llegar a Europa en el siglo XVI, su cultura trajo estilos como los movimientos básicos y simples (poniendo énfasis en la parte superior del cuerpo, el torso o los pies) y movimientos intrincados como la coordinación de diferentes partes del cuerpo y acciones complejas como «rotación rápida, ondulaciones del cuerpo y contracción y liberación, así como variaciones en la dinámica, los niveles y el uso del espacio». La diferencia entre los estilos africano y europeo era que incluía rodillas dobladas y un enfoque hacia abajo (pegado a la tierra) en lugar de un enfoque hacia arriba con la espalda recta como los europeos, y pasos con todo el pie en lugar de dedos y talones. Estas influencias de las raíces africanas han permitido que el baile latino se convierta en lo que es hoy.

## Desarrollo

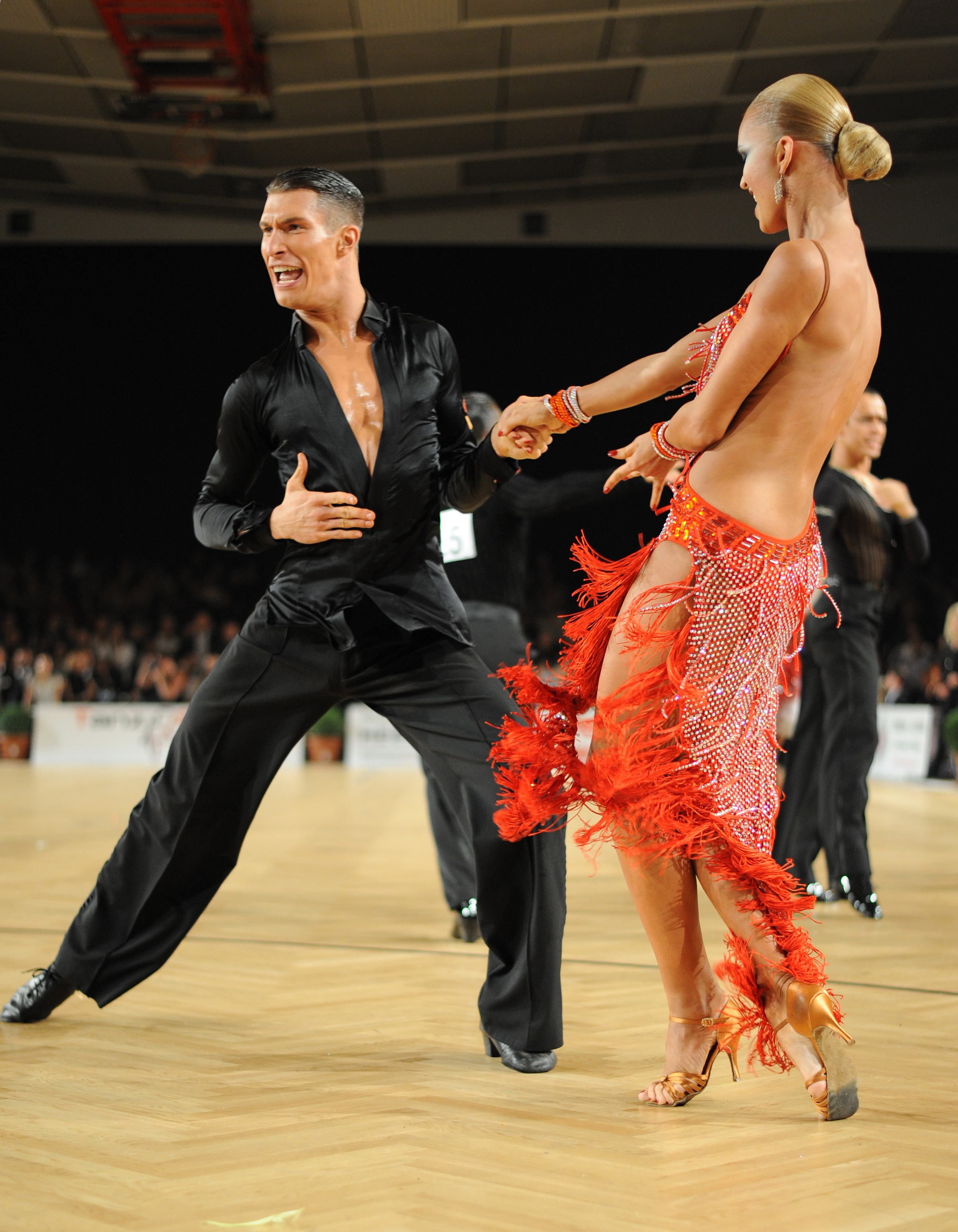
Cha-cha-cha

El baile latino es una mezcla perfecta de varios estilos de baile de culturas de todo el mundo, creando un estilo de baile que engloba esta nueva era de la cultura latina. Influencias derivadas de los estilos de baile de África Occidental, África Americana y Europa se incluyeron en la creación de muchos de estos bailes latinos como la Salsa, el Mambo, el Merengue, la Rumba, el Cha Cha Cha, la Bachata y la Samba. Estas culturas no sólo han dado forma a este estilo de baile, sino también a la música que se hace en Latinoamérica. 
La música se convirtió en el motor del baile latino porque guiaba los pasos de baile con su compás, velocidad y el sentimiento que evocaba, desde enérgico hasta sensual. Muchos de estos ritmos proceden de la música folclórica europea, los ritmos de África occidental y el jazz afroamericano.
Varias regiones latinoamericanas desarrollaron estilos independientes, y de cada género, o combinación de estilos, nació un género diferente. Por ejemplo, el Mambo, que se creó en la década de 1940, surgió de la combinación del swing estadounidense y la música cubana de son. Otro ejemplo es la danza del vientre de la cultura romaní y egipcia, que ha viajado hasta España y ha ganado su influencia en el repertorio del baile latino conocido como flamenco debido a la conquista árabe de Iberia (España) en el siglo VIII. Aunque el baile latino es un baile social que se puede ver en fiestas y en cualquier reunión social, no hay ropa cultural requerida para este estilo de baile. Por otro lado, en el mundo de las competiciones deportivas de baile latino, cada categoría de baile latino tiene su propio estilo de vestuario. Desde vestidos cortos con ribetes, dobladillos de flecos, una falda o vestido, dobladillos trenzados, y plumas boa y flores se pueden ver a lo largo de cada diseño de vestuario.

## La modernización del baile latino
Siguiendo la música, la historia del movimiento y los ritmos, el baile latino evolucionó con el tiempo y los pasos individuales cambiaron lentamente el repertorio de cada baile. Tiene varias formas diferentes y muchos estilos modernizados, lo que crea un problema porque se está alejando de sus raíces nativas, europeas y africanas. Se dice que una popular clase de baile aeróbico conocida como Zumba está influenciada por el ritmo y los pasos latinos. Sin embargo, hay desacuerdos entre los bailarines latinos sobre si Zumba es un verdadero baile latino.

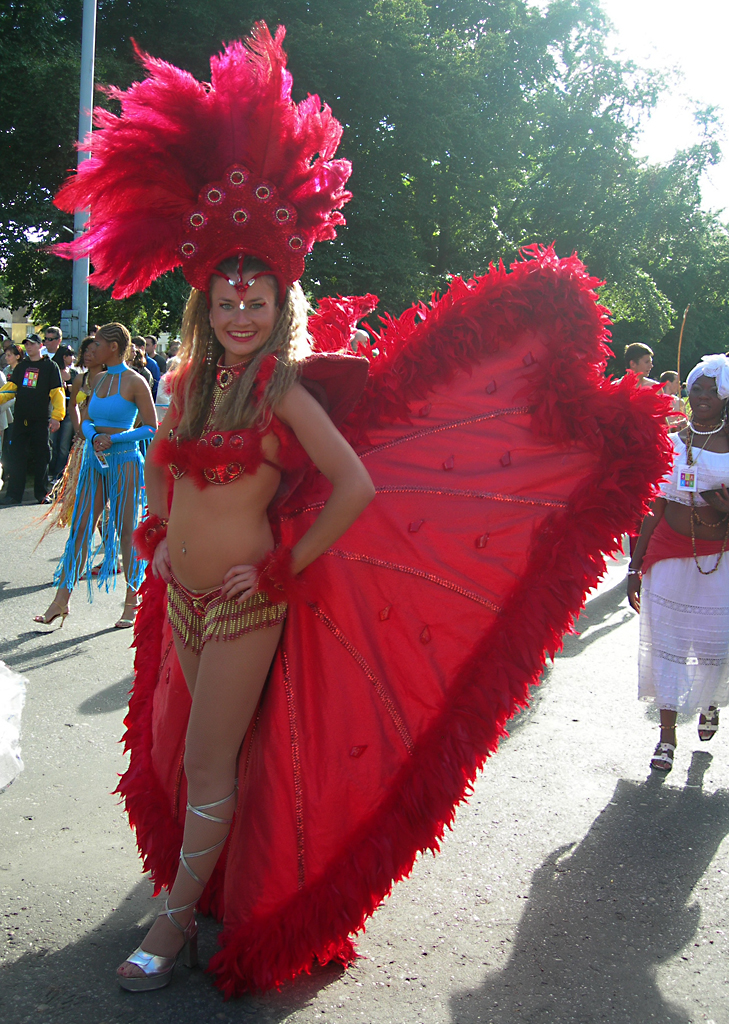
Bailarina de samba
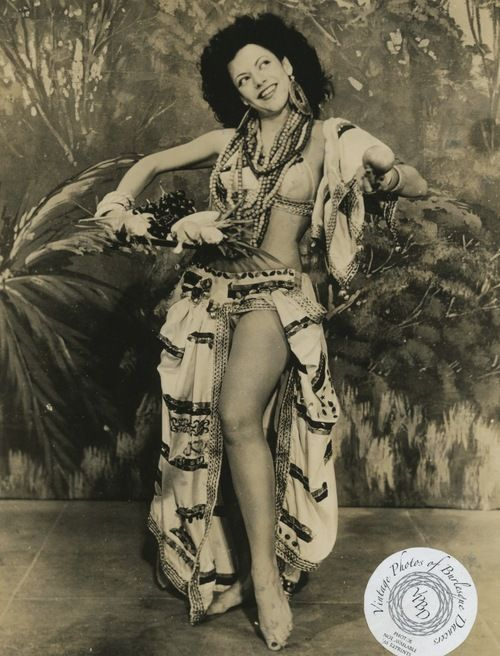
Amalia Aguilar, bailarina y actriz cubano-mexicana.
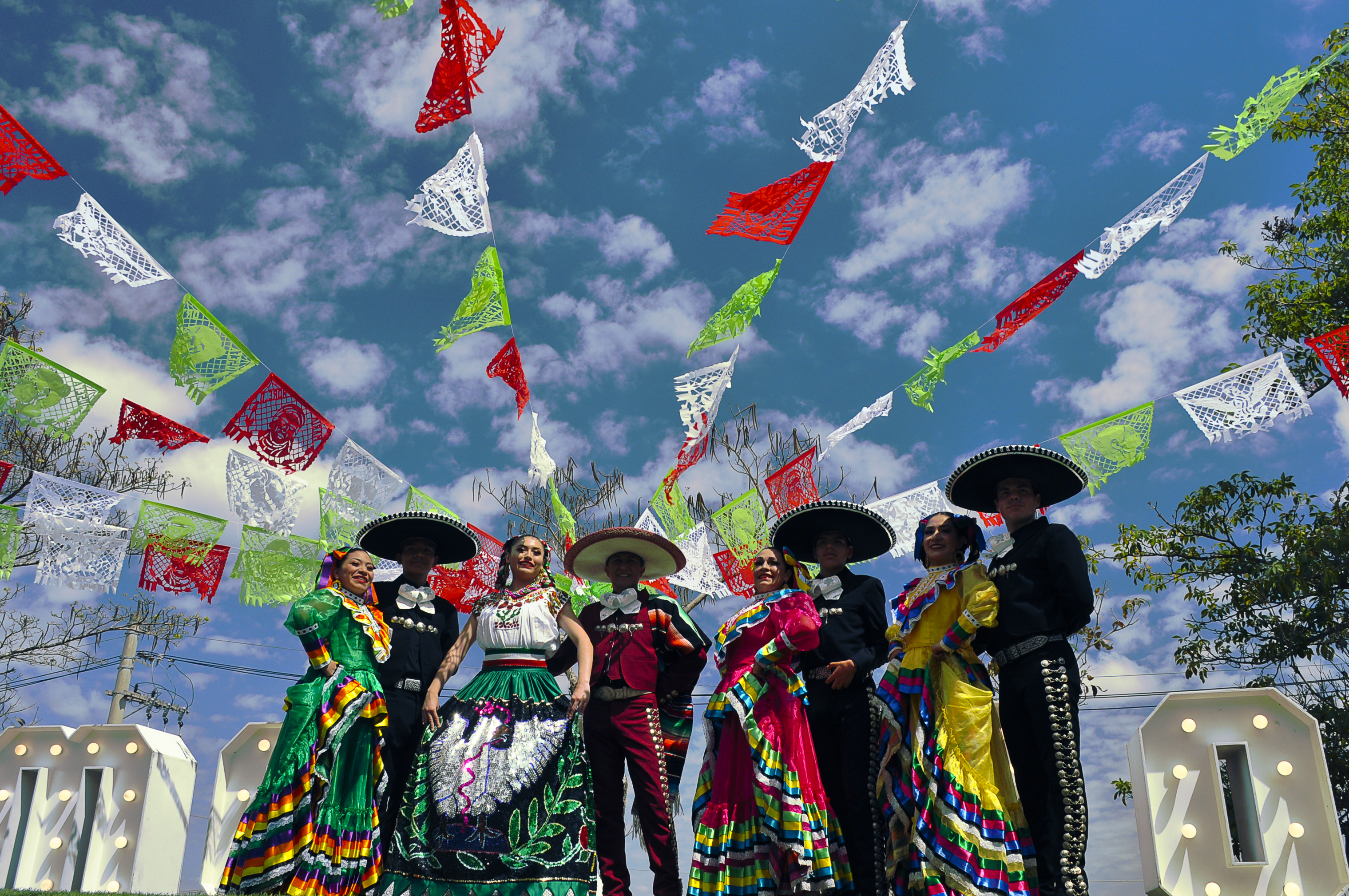
Bailarines del Jarabe Tapatío
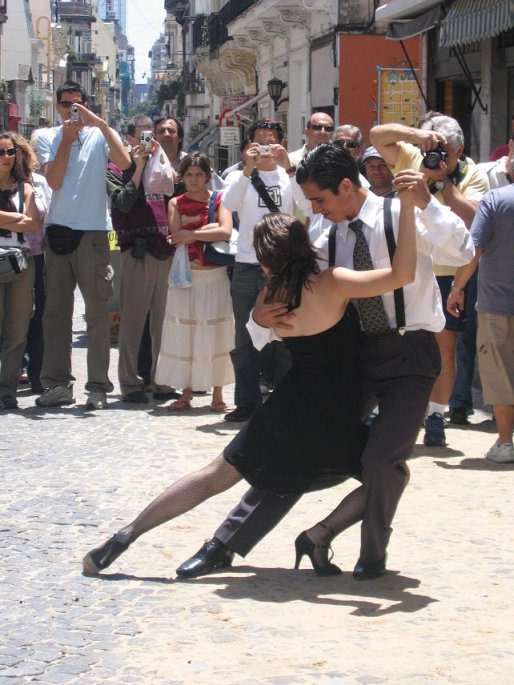
Tango
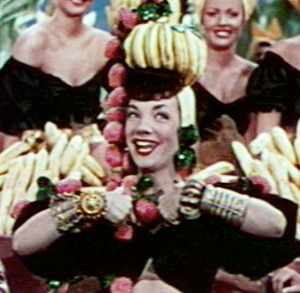
Carmen Miranda
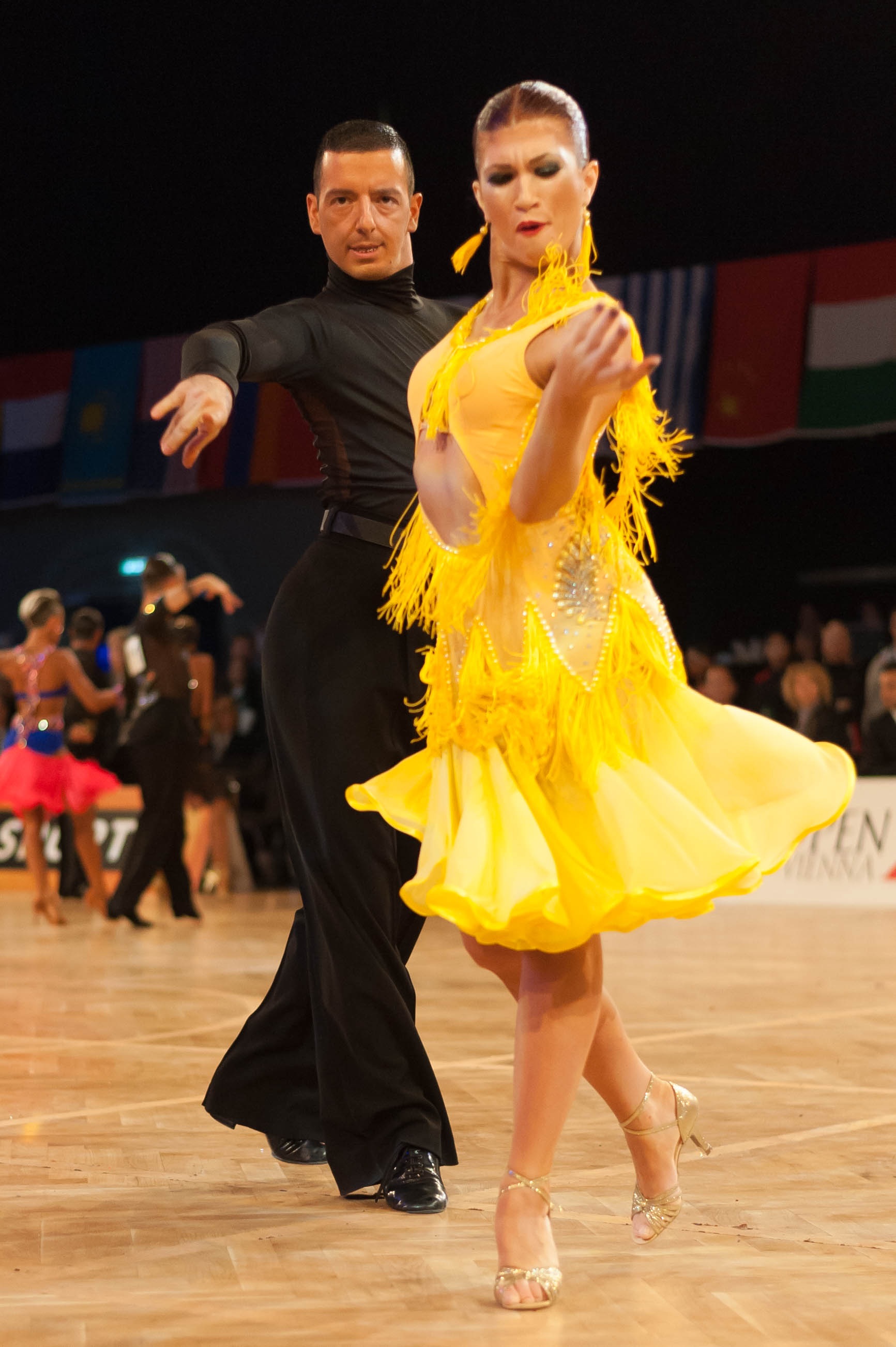
Pareja joven bailando cha-cha-cha en una competición en Austria.
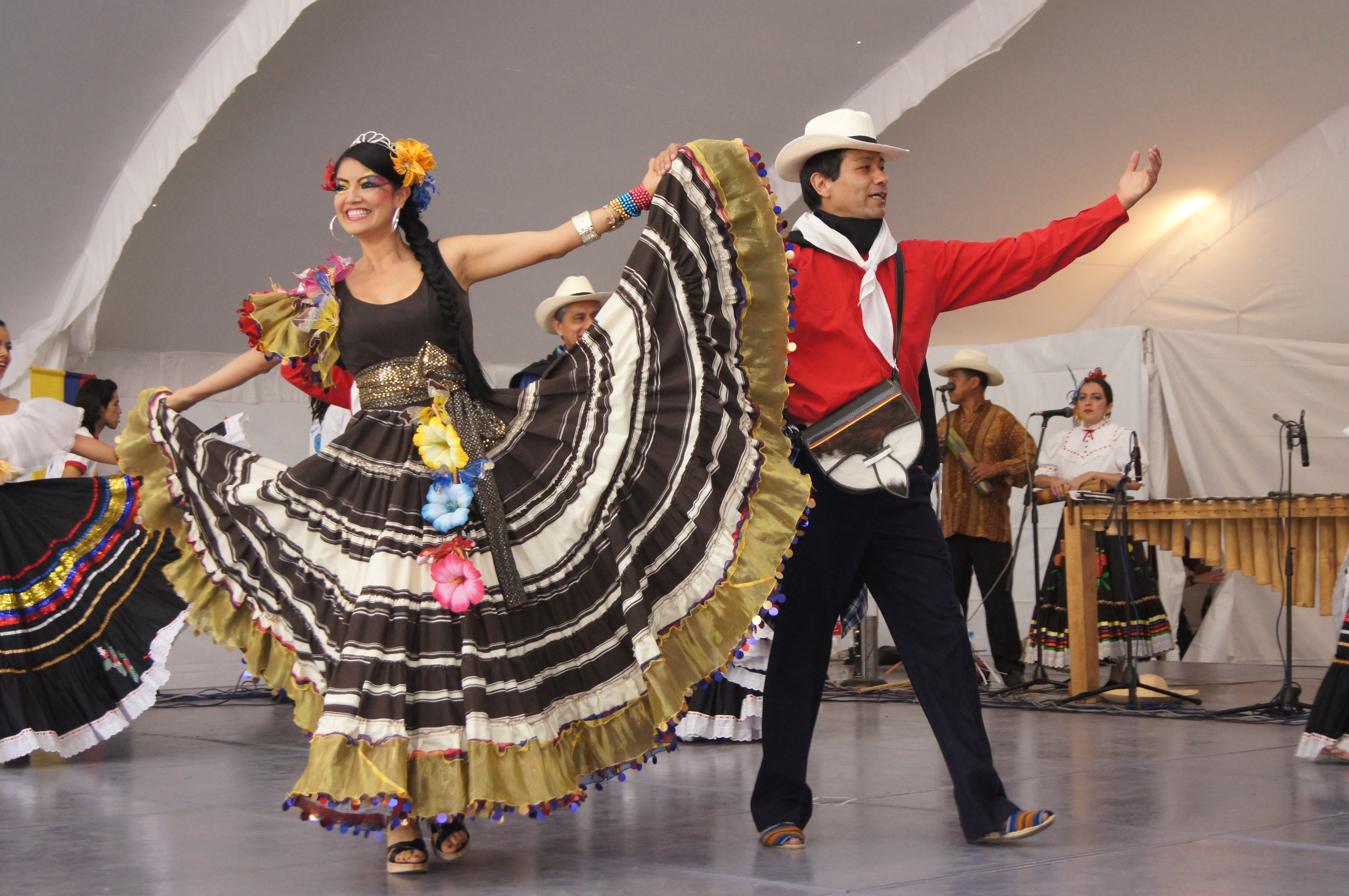
Un ejemplo de baile folklórico en Colombia.

## Listado de tipos de baile latino
- Bachata
- Balada romántica
- Bolero
- Cachucha
- Chachachá
- Cumbia mexicana
- Danza puertorriqueña
- Flamenco
- Forró
- Guaracha
- Jive
- Lambada
- Mambo
- Mani
- Merengue
- Merengue típico
- Música plancha
- Pachanga
- Pasodoble
- Perreo
- Punta
- Rumba
- Salsa
- Salsa cubana
- Samba
- Samba de Gafieira
- Sandungueo
- Tango
- Zumba